# Théophile Collinot
Pour les articles homonymes, voir Collinot.
Théophile Collinot est un homme politique français né le 17 mars 1844 à Noyers (Yonne) et décédé le 27 mars 1905 à Paris.

## Biographie
Médecin à Coulanges-sur-Yonne, il est conseiller d'arrondissement en 1880, maire de Coulanges en 1888, conseiller général en 1891. Il est sénateur de l'Yonne, inscrit au groupe de la Gauche démocratique de 1900 à 1905.

## Sources
- « Théophile Collinot », dans le Dictionnaire des parlementaires français (1889-1940), sous la direction de Jean Jolly, PUF, 1960 [détail de l’édition]